# Itogon
Itogon est une ancienne ville minière et une municipalité de la province de Benguet située dans l'île de Luçon, aux Philippines.

## Géographie
Itogon est une ancienne ville minière dont les gisements sont pratiquement épuisés.
Située au sud-est de la province de Benguet, dans la Cordillère Centrale de l'île de Luçon, à 17 km de Baguio et à 267 km de  Manille, la municipalité est limitrophe des provinces Nueva Vizcaya et Pangasinan.
| La Trinidad Tublay |                                     | Bokod                                |
| Baguio Tuba        | Itogon                              |                                      |
| Sison (Pangasinan) | San Manuel San Nicolas (Pangasinan) | Kayapa (en) Santa Fe (Nueva Vizcaya) |

Elle compte neuf barangays :
- Ampucao
- Dalupirip
- Gumatdang
- Loacan
- Poblacion (Central)
- Tinongdan
- Tuding
- Ucab
- Virac

Appartenant au bassin versant de l'Agno, environ 80 % de son territoire est protégé au titre des réserves de ce bassin (Lower Agno Watershed Forest Reserve (en) et Upper Agno River Basin Resource Reserve (en)).

## Histoire

### Époque pré-hispanique et colonisation espagnole
Jusqu'au XVIIe siècle, les conquistadors espagnols ne parviennent pas à prendre le contrôle de la région aurifère connue et exploitée par les Igorot.
Encore au XVIIIe siècle, les Igorot produisent du tabac et en font un commerce lucratif en dépit du monopole institué par le gouvernement espagnol.

### XXeetXXIesiècles
- 1903 : début de l'exploitation minière[1] qui se développera dans les années 1930 ;
- 1941 : invasion japonaise des Philippines ;
- 1942 : attaque du 15 octobre 1942 sur le district minier d'Itogon par la guérilla ;
- 1946 : indépendance des Philippines ;
- 1951 : Itogon acquiert le statut de municipalité ;
- 1954-1960 : construction du barrage Binga Dam (en) sur l'Agno ;
- 2018 : le typhon Mangkhut provoque un glissement de terrain meurtrier à Itogon[4],[5].

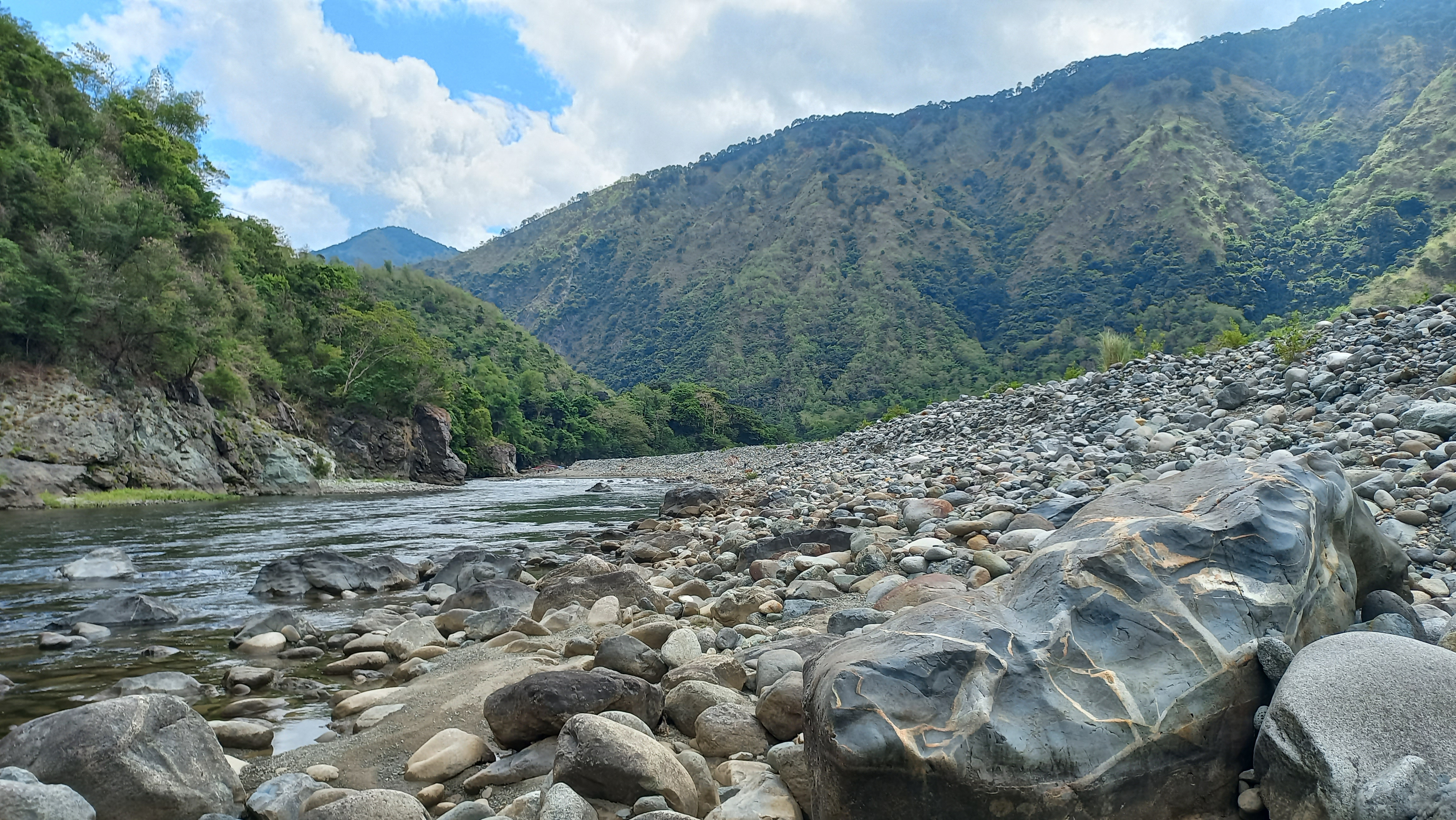
Plage de galets au bord de l'Agno.
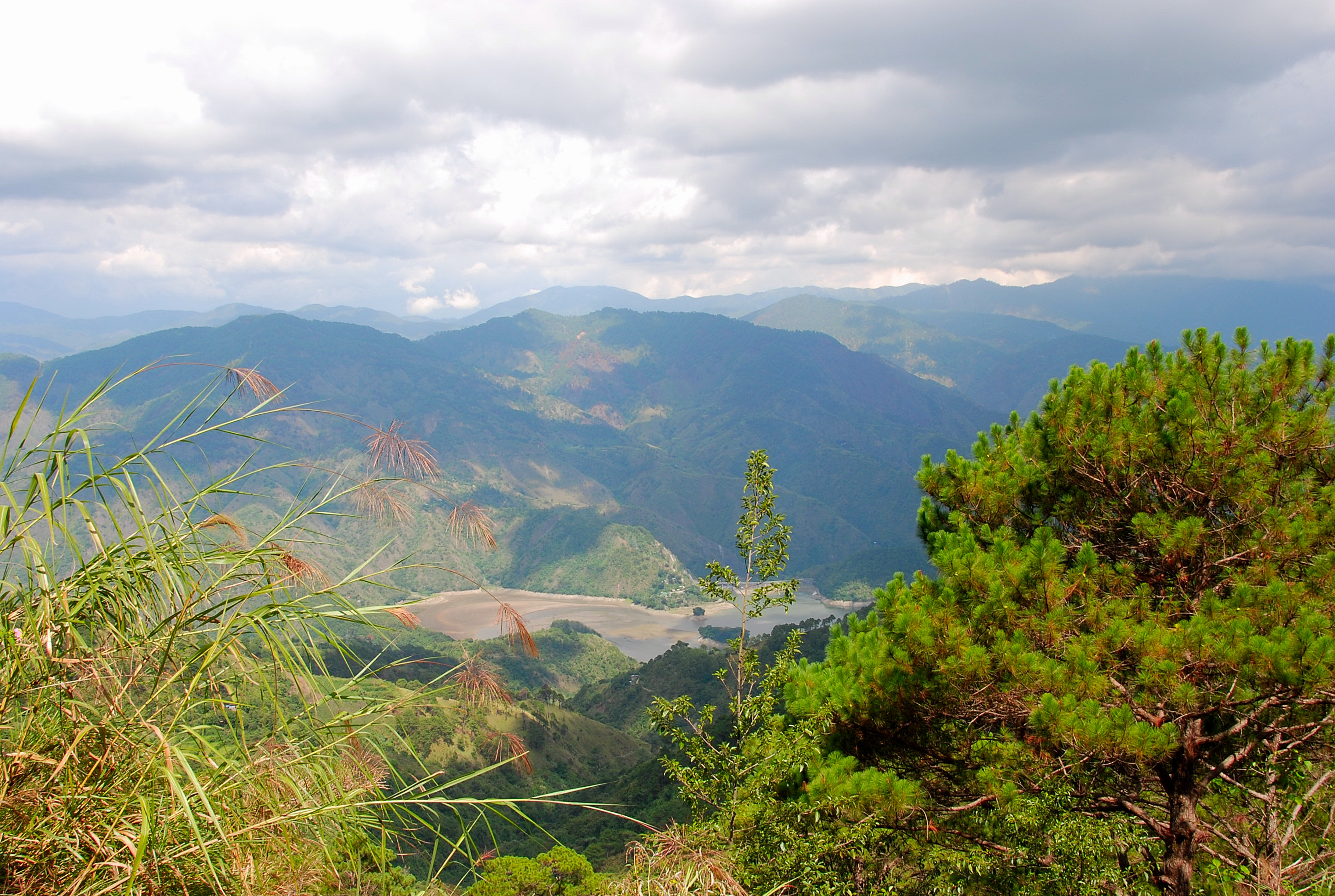
Binga Dam (en) dans le barangay Tinongdan.
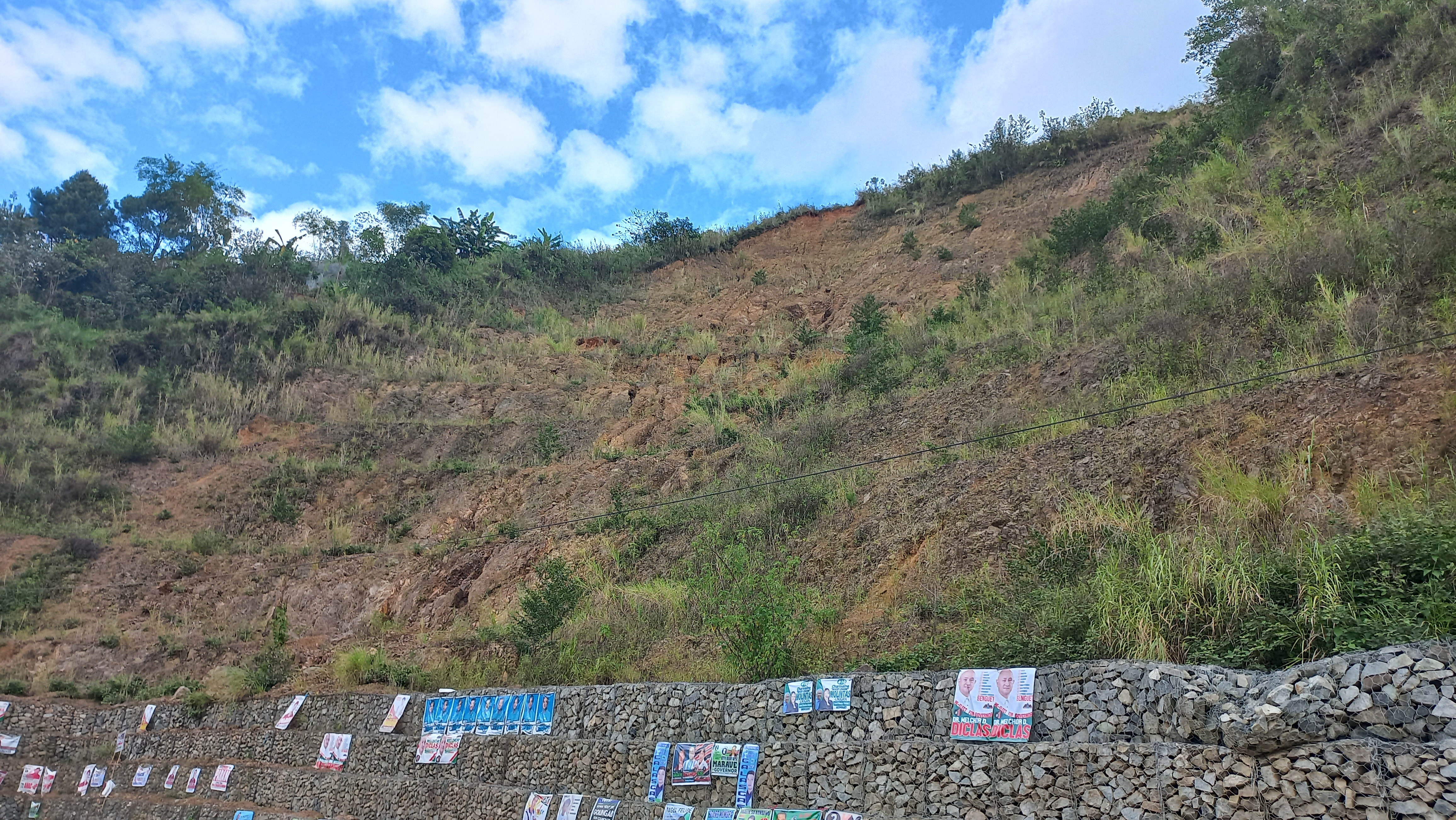
Traces du glissement de terrain de 2018 dans le barangay Ucab.

## Population
Au recensement de 2020, la municipalité d'Itogon a 61 498 habitants